# Столпня
Сто́лпня (бел. Стоўпня) — агрогородок в Рогачёвском районе Гомельской области Беларуси. Административный центр Столпнянского сельсовета.

## География
В 37 км на юго-восток от Рогачёва, 16 км от железнодорожной станции Салтановка (на линии Гомель — Жлобин), 82 км от Гомеля.

## Транспортная сеть
Автодорога связывает деревню с Гадиловичами. Планировка состоит из криволинейной, почти широтной улицы, пересекаемой меридиональной улицей. К главной улице с севера присоединяется переулок. Застройка двусторонняя, деревянная и кирпичная, усадебного типа. В 1986 году построено 50 кирпичных домов коттеджного типа, в которых разместились переселенцы из мест загрязнённых радиацией в результате катастрофы на Чернобыльской АЭС.

## История
По письменным источникам известна с XVIII века как селение в Речицком повете Минского воеводства Великого княжества Литовского.
После 1-го раздела Речи Посполитой (1772 год) в составе Российской империи. Бывшая Столпнянская держава Рогачевского староства, включая Столпню (в 1777 году 96 крестьян мужского пола), была пожалована Екатериной II 25 июля (5 августа) 1773 года генерал-майору Вильгельму (Вилиму) Бринк и его жене Луизе Францовне.
Согласно ревизии 1816 года владение помещика Маковецкого. По инвентарю 1848 года в составе одноимённого поместья Ходкевичей, в Городецкой волости Рогачёвского уезда Могилёвской губернии.
В 1876 имение приобрел коллежский асессор Николай Тимофеевич Серебряков. В 1882 году помещику в деревнях Стовпня и Богухваль принадлежало 3802 десятины земли, 2 мельницы.
В 1880 году действовали школа, мельница, хлебозапасный магазин. Согласно переписи 1897 года действовали кузница, трактир. С 1902 года работала винокурня. В июне 1905 года жители принудили помещика Панкина отдать им в аренду луг. В 1909 году в деревне 1183 десятины земли и в фольварке 1147 десятин земли.
С 20 августа 1924 года центр Столпнянского сельсовета Городецкого, с 4 августа 1927 года Рогачёвского районов Бобруйского округа (до 26 июля 1930 года), с 20 августа 1938 года Гомельской области. В 1930 году организован колхоз «1 Мая», работали кузница, нефтяная мельница. Во время Великой Отечественной войны в боях за деревню и окрестности в 1943 году погибли 35 советских солдат (похоронены в братской могиле в центре деревни). Освобождена 2 декабря 1943 года 32 жителя погибли на фронте. Согласно переписи 1959 года центр колхоза «Светлый путь». Расположены механическая мастерские, средняя школа, Дом культуры, библиотека, фельдшерско-акушерский пункт, детский сад, ветеринарный участок, отделение связи, столовая, магазин.

## Население
- 1777 год — 96 крестьян мужского пола
- 1816 год — 32 двора
- 1858 год — 43 двора, 311 жителей
- 1897 год — 82 двора, 540 жителей (согласно переписи)
- 1909 год — 84 двора, 659 жителей
- 1959 год — 399 жителей (согласно переписи)
- 2004 год — 152 хозяйства, 483 жителя
- 2019 год — 150 хозяйств, 400 жителей[5]
- 2022 год — 345 жителей

## Культура
- Сельский Дом традиционной культуры